# ورزشگاه الثمامه
ورزشگاه الثمامه(عربی: ملعب الثمامة) یک ورزشگاه فوتبال در الثمامه قطر است.
ورزشگاه الثمامه یکی از هشت استادیومی بوده که مورد استفاده برای جام جهانی فوتبال ۲۰۲۲ و تورنمنت فیفا عرب کاپ ۲۰۲۱ و جام ملت های آسیا ۲۰۲۳ قرار گرفته است.

## موقعیت
ورزشگاه الثمامه در جنوب شهر دوحه و در حدود ۱۲ کیلومتری جنوب مرکز دوحه و منطقه سوق واقف، واقع شده‌است.

## تاریخچه

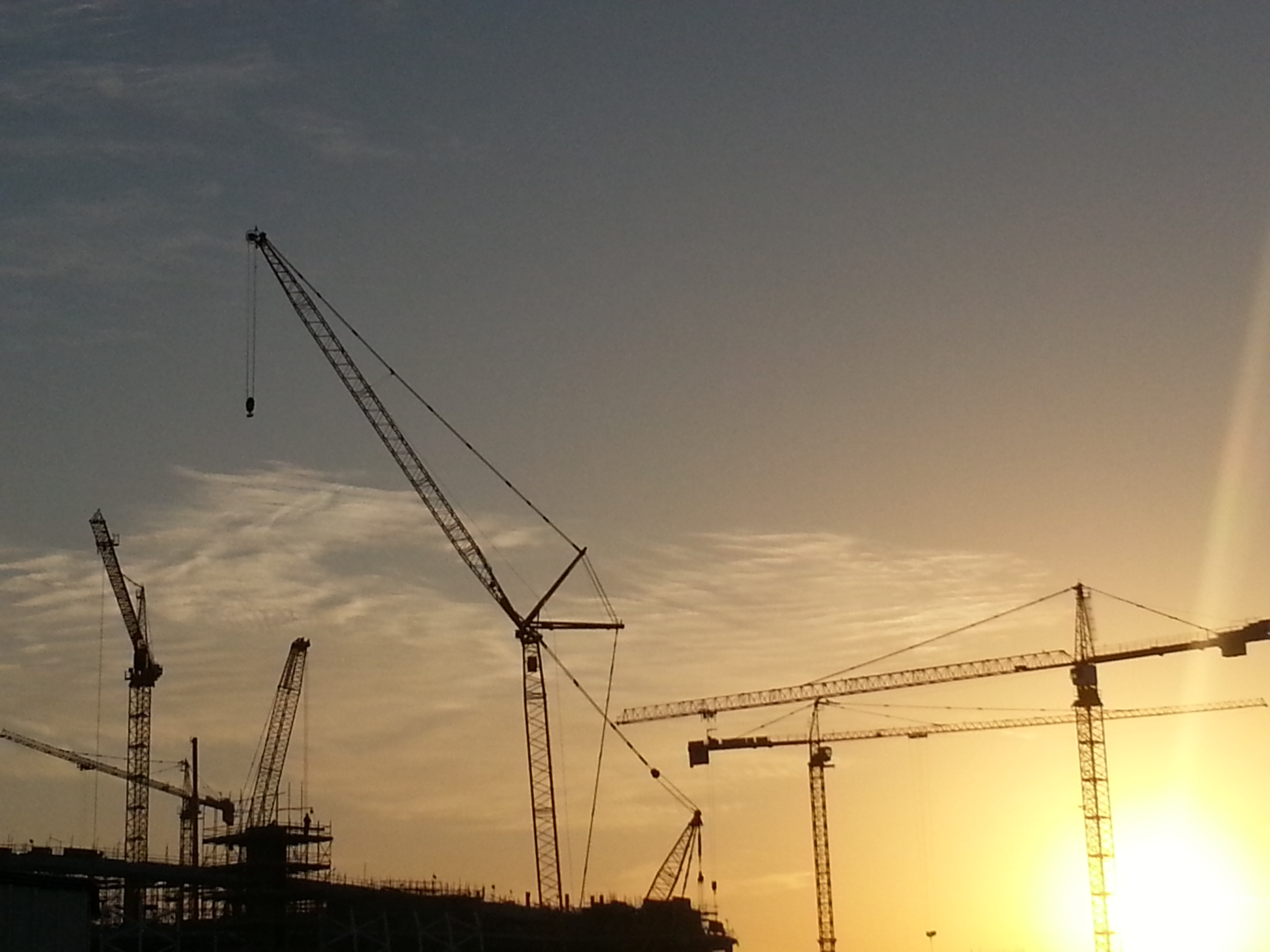
ورزشگاه الثمامه در حال ساخت

احداث استادیوم الثمامه در کشور قطر از سال ۲۰۱۷ آغاز شدو چهار سال طول کشید تا به پایان برسد.
سرمایه‌گذاری این پروژه عظیم توسط مهندسی ال جابر قطر و شرکت ساخت و ساز تکفن از ترکیه و طراحی آن به دست ابراهیم محمد جیده صورت پذیرفت. پس از پایان طراحی ورزشگاه الثمامه در سال ۲۰۱۸، جایزه بهترین طراحی بخش امکانات ورزشی و استادیوم‌های در دست ساخت MIPIM را کسب کرد. این جایزه نوآوری‌های فناوری در طراحی و ساخت و همچنین ارتباط آن‌ها با محیط زیست را مورد توجه قرار می‌دهد.
افتتاح رسمی این ورزشگاه در تاریخ ۲۲ اکتبر سال ۲۰۲۱ با میزبانی چهل‌ونهمین فینال امیر کاپ بین تیم‌های السد و الریان انجام شد.

## معماری

### گنجایش
این ورزشگاه برای جام جهانی فوتبال ۲۰۲۲ گنجایش ۴۰۰۰۰ نفر رادارد و پس از جام جهانی این ظرفیت به ۲۰۰۰۰ نفر کاهش خواهد یافت و صندلی‌های آن به کشورهای در حال توسعه اهدا می‌شود.

### طراحی کلی
الثمامه نام درختی است که سن زیادی دارد و در این منطقه رشد می‌کند اما برخلاف نام گذاری آن شکل ظاهری ورزشگاه الثمامه شبیه به کلاه‌های نخی اعراب(گافیا) است. استفاده از این کلاه‌ها برای نشان دادن استقلال و عزت نفس بین اعراب رواج دارد.
نمای این ورزشگاه که با حدود ۲۵۰۰۰ متر مربع، پانل‌های سوراخ پوشیده شده‌است، به رنگ سفید بوده و از تزئینات توری مانند بهره می‌برد. سقف سالن یک سازه کابلی است که با یک غشای سفید پوشانده شده‌است و در مجموع حدود ۳۵۰۰۰ متر مربع است. ارتفاع این ورزشگاه نیز حدوداً به ۴۳ متر می‌رسد.

### ویژگی‌های ورزشگاه
یکی از ویژگی‌های مهم این ورزشگاه وجود پنل‌های خورشیدی بر روی سقف آن است، این پنل‌ها برق مورد نیاز کل ورزشگاه را تأمین می‌کند و هیچ آسیبی به منابع طبیعی وارد نمی‌کند، همچنین
وجود سیستم‌های خنک‌کننده برای زمین و جایگاه تماشاچیان این امکان را ایجاد می‌کند که هوای متعادلی در ورزشگاه جریان داشته باشد؛ زمین‌های چندگانه تمرینی استخرهای سرپوشیده و… از دیگر امکانات این ورزشگاه می‌باشد.

## سیستم حمل و نقل
این ورزشگاه به دلیل نبود خط مترو فعال تنها توسط ایستگاه اتوبوس الغانیم در نزدیکی سوق واقف که در امتداد خط ایستگاه‌های اتوبوس دوحه است سرویس دهی می‌شود.

## نتایج مسابقات اخیر

### جام عرب فیفا ۲۰۲۱
| تاریخ          | زمان       | تیم شماره١ | نتیجه                          | تیم شماره٢        | گروه           | حضور   |
| -------------- | ---------- | ---------- | ------------------------------ | ----------------- | -------------- | ------ |
| ۱ دسامبر ۲۰۲۱  | ساعت ۱۶:۰۰ | مصر        | ۱–۰                            | لبنان             | گروه D         | ۱۱۷۵۷  |
| ۳ دسامبر ۲۰۲۱  | ساعت ۱۳:۰۰ | بحرین      | ۰–۰                            | عراق              | گروه A         | ۲۵۷۶   |
| ۶ دسامبر ۲۰۲۱  | ساعت ۱۸:۰۰ | تونس       | ۱–۰                            | امارات متحدهٔ عربی | گروه B         | ۱۴۲۷۲  |
| ۷ دسامبر ۲۰۲۱  | ساعت ۱۸:۰۰ | مراکش      | ۱–۰                            | عربستان سعودی     | گروه C         | ۸۵۰۲   |
| ۱۱ دسامبر ۲۰۲۱ | ساعت ۲۲:۰۰ | مراکش      | ۲–۲ (۳–۵ ضربات پنالتی (فوتبال) | الجزایر           | یک چهارم نهایی | ۲۴٬۸۲۳ |
| ۱۵ دسامبر ۲۰۲۱ | ساعت ۲۲:۰۰ | قطر        | ۱–۲                            | الجزایر           | نیمه نهایی     | ۴۲٬۴۰۵ |

### جام جهانی فوتبال ۲۰۲۲
ورزشگاه الثمامه میزبانی هشت بازی در جام جهانی فوتبال ۲۰۲۲ را بر عهده داشت.
| تاریخ          | زمان       | تیم شماره١ | نتیجه | تیم شماره٢          | گروه           | حضور   |
| -------------- | ---------- | ---------- | ----- | ------------------- | -------------- | ------ |
| ۲۱ نوامبر ۲۰۲۲ | ساعت ۱۹:۰۰ | سنگال      | ۰–۲   | هلند                | گروه A         | ۴۱٬۷۲۱ |
| ۲۳ نوامبر ۲۰۲۲ | ساعت ۱۹:۰۰ | اسپانیا    | ۷–۰   | کاستاریکا           | گروه E         | ۴۰٬۰۱۳ |
| ۲۵ نوامبر ۲۰۲۲ | ساعت ۱۶:۰۰ | قطر        | ١-۳   | سنگال               | گروه A         | ۴۱٬۷۹۷ |
| ۲۷ نوامبر ۲۰۲۲ | ساعت ۱۶:۰۰ | بلژیک      | ٠–٢   | مراکش               | گروه F         | ۴٣٬٧٣٨ |
| ۲۹ نوامبر ۲۰۲۲ | ساعت ۲۲:۰۰ | ایران      | ٠–١   | ایالات متحده آمریکا | گروه B         | ۴٢٬١٢٧ |
| ۱ دسامبر ۲۰۲۲  | ساعت ۱۸:۰۰ | کانادا     | ١–٢   | مراکش               | گروه F         | ۴٣٬١٠٢ |
| ۴ دسامبر ۲۰۲۲  | ساعت ۱۸:۰۰ | فرانسه     | ٣–١   | لهستان              | دور ۱۶         | ۴٠٬٩٨٩ |
| ۱۰ دسامبر ۲۰۲۲ | ساعت ۱۸:۰۰ | مراکش      | ١–٠   | پرتغال              | یک چهارم نهایی | ۴۴٬١٩٨ |

### جام ملت‌های آسیا ۲۰۲۳
ورزشگاه الثمامه میزبانی شش مسابقه در جام ملت‌های آسیا ۲۰۲۳ را برعهده گرفت.
| تاریخ          | زمان       | تیم شماره١ | نتیجه | تیم شماره٢ | گروه          | حضور   |
| -------------- | ---------- | ---------- | ----- | ---------- | ------------- | ------ |
| ۱۴ ژانویه ۲۰۲۴ | ساعت ۱۴:۳۰ | ژاپن       | ۴–۲   | ویتنام     | گروه D        | ۱۷٬۳۸۵ |
| ۱۷ ژانویه ۲۰۲۴ | ساعت ۱۴:۳۰ | لبنان      | ۰–۰   | چین        | گروه A        | ۱۴٬۱۳۷ |
| ۲۰ ژانویه ۲۰۲۴ | ساعت ۱۴:۳۰ | اردن       | ۲–۲   | کرهٔ جنوبی  | گروه E        | ۳۶٬۶۲۷ |
| ۲۴ ژانویه ۲۰۲۴ | ساعت ۱۴:۳۰ | ژاپن       | ۳–۱   | اندونزی    | گروه D        | ۲۶٬۴۵۳ |
| ۳۱ ژانویه ۲۰۲۴ | ساعت ۱۴:۳۰ | بحرین      | ۱–۳   | ژاپن       | یک هشتم نهایی | ۳۱٬۸۳۲ |
| ۷ فوریه ۲۰۲۴   | ساعت ۱۸:۰۰ | ایران      | ۲–۳   | قطر        | نیمه نهایی    | ۴۰٬۳۴۲ |